# Margaret Irwin
Margaret Emma Faith Irwin (27 maart 1889 - 11 december 1967) was een Britse schrijfster. 
Ze schreef vooral historische romans en ook een biografie van Walter Raleigh.
Irwin werd geboren in Highgate Hill, Londen. Na het overlijden van haar ouders werd ze als weeskind opgevoed door een oom, die docent was aan de Clifton High School in Bristol. Ze genoot onderwijs op die school en vervolgens aan de Universiteit van Oxford. Begin jaren twintig begon ze met het schrijven van romans en korte verhalen. In 1929 huwde ze met de auteur en illustrator van kinderboeken John Robert Monsell, die de omslagen voor een aantal van haar boeken ontwierp.
Haar romans werden gewaardeerd om hun authentieke karakter door de nauwkeurigheid van haar voorafgaand historisch onderzoek. Ze werd een bekende autoriteit op het gebied van het Elizabethaanse en vroege Stuart-tijdperk in de Britse geschiedenis. Haar roman Young Bess over de eerste jaren van koningin Elizabeth I werd verfilm met actrice Jean Simmons in de hoofdrol.
Irwin schreef naast haar historische romans onder meer ook enkele spookverhalen en fantasyromans.

## Werken (selectie)

### Romans
- Still She Wished for Company (1924)
- These Mortals (1925)
- Knock Four Times (1927)
- Fire Down Below (1928)
- Royal Flush (1932)
- The Stranger Prince: The Story of Rupert of the Rhine (1938)
- The Bride: The Story of Louise and Montrose (1939)
- The Gay Galliard: The Story of Mary Queen of Scots (1941) Later published as The Galliard.
- Royal Flush: The Story of Minette (1948)
- The Proud Servant: A Story of Montrose (1942?, 1949)
- The Heart's Memory (1951)
- Hidden Splendour (1952)
- None So Pretty - Or, the Story of Mr. Cork (1953)

### DeQueen Elizabeth Trilogy
- Young Bess (1944)
- Elizabeth, Captive Princess (1948)
- Elizabeth and the Prince of Spain (1953)

### Korte verhalen
- Madame Fears the Dark: Seven Stories and a Play (1935)
- Mrs. Oliver Cromwell and Other Stories (Chatto & Windus, London, 1940)

- Bloodstock and Other Stories (1953)

### Historisch werk
- That Great Lucifer: A Portrait of Sir Walter Raleigh (biografie, 1960, 1998)

## Nederlandse vertalingen
- Minette, prinses van Engeland -en haar pokerspel met Charles II en Lodewijk XIV (1966)
- Van koningskind tot koningin - het fascinerend verhaal van de jeugd van koningin Elisabeth I van Engeland (1961

- Bibliothèque nationale de France: cb11908274w (data)
- Gemeinsame Normdatei: 1135798885
- International Standard Name Identifier: 0000 0001 0966 2842
- Library of Congress Control Number: n83056243
- Nationale Bibliotheek van Tsjechië: xx0277620
- Nationale Bibliotheek van Israël: 987007274686805171
- SNAC: w6sf3pxz
- Système universitaire de documentation: 026931257
- Virtual International Authority File: 292516346